# László Lajtha
László Lajtha (ur. 30 czerwca 1892 w Budapeszcie, zm. 17 lutego 1963 tamże) – węgierski kompozytor, etnomuzykolog, etnograf i dyrygent.
Opierał swoją twórczość na węgierskiej muzyce ludowej. Komponował utwory symfoniczne, balety (m.in. Lizystrata, 1933), jest autorem opery komicznej Niebieski kapelusz (1950), a także mszy i pieśni. Był zasłużonym pedagogiem.